# Herwijnen
Pour les articles homonymes, voir Herwijnen (homonymie).
Herwijnen est un village situé dans la commune néerlandaise de West Betuwe, dans la province de Gueldre. Le 1er janvier 2006, le village comptait 2 500 habitants.
Jusqu'au 1er janvier 1986, Herwijnen était une commune indépendante. À cette date, la commune a été rattachée à la commune de Vuren, en même temps que Heukelum et Asperen. Cette nouvelle commune a été renommée Lingewaal dès le 3 janvier 1986.